# Парвин, Али
Али Парвин (род. 12 октября 1946 года в Тегеране) — иранский футболист и футбольный тренер. Он является одним из самых известных футболистов в истории Ирана и считается одним из лучших игроков Ирана. За время своей карьеры он играл в основном за «Персеполис», проведя с командой 18 лет, кроме того, он трижды тренировал клуб суммарно в течение 17 лет, а также был президентом клуба.
АФК избрала его в качестве одного из 17 представителей Футбольной элиты Азии, и он получил памятную статуэтку от конфедерации. Он был включён в Зал славы «Персеполиса», клуб отблагодарил за большой вклад в развитие команды на поздних этапах его карьеры. Клуб вручил Парвину слепок его лица и включил в список 12 величайших игроков «Персеполиса» 1970-х.

## Карьера игрока

### Клубная карьера

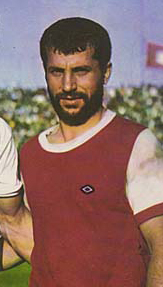
Парвин — капитан «Персеполиса»

Заниматься футболом Парвин начал в любительском клубе «Ареф». Позже его заметили представители «Эльбурса», дубля «Киана», в последний клуб он перешёл через год. В конце концов, он перебрался в «Пайкан» и в течение двух лет был одним из ключевых игроков команды. Затем он перешёл в «Персеполис», так же поступили и многие другие игроки «Пайкана» после того, как клуб расформировали в 1970 году. Парвин сыграл важную роль в том, что «Персеполис» не распался после Исламской революции и во время Ирано-иракской войны. К концу своей карьеры он работал в должности играющего тренера. Он ушёл из профессионального футбола в 1988 году.

### Международная карьера

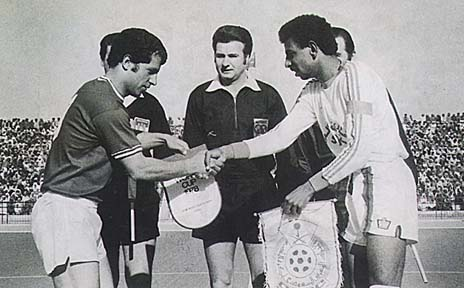
Парвин — капитан сборной Ирана в матче против Саудовской Аравии

Он играл за сборную Ирана и представлял страну на победных Кубках Азии 1972 и 1976 года. Парвин принимал участие в Олимпиаде 1972 года в Мюнхене и сыграл во всех трёх матчах Ирана. Он также участвовал в Олимпиаде 1976 года в Монреале, снова сыграв во всех трёх матчах Ирана, кроме того, он забил в игре против Польши. Его последним международным турниром стал чемпионат мира по футболу 1978 года в Аргентине. Он закончил свою международную карьеру с 76 матчами и 8 голами.

## Тренерская карьера
В конце 1989 года Парвин стал тренером сборной Ирана. Он уже имел тренерский опыт, так как перед этим работал с «Персеполисом». Сначала его популярность быстро росла, поскольку команда выиграла летние Азиатские игры 1990 года, но вылет из Кубка Азии 1992 года на групповом этапе и потеря шанса на выход на чемпионат мира 1994 года стоили ему работы. Он был уволен в 1993 году, его заменил Станко Поклепович.
Позже он снова стал тренером «Персеполиса» и помог команде выиграть три чемпионских титула. Он покинул клуб в сезоне 2003/04, но вернулся через год в качестве технического директора команды. После плохого старта в сезоне 2005/06 он снова стал тренером «Персеполиса», но ушёл в конце сезона из-за плохих результатов клуба.

## Карьера администратора
30 апреля 2007 года Али Парвин участвовал в смене владельца клуба «Экбатан» из Лиги Азадеган, команда позже была переименована в «Стил Азин». Парвин стал членом совета директоров. 1 декабря 2010 года он был избран президентом «Стил Азин», но ушёл в отставку после возвращения команды в Лигу Азадеган 15 июня 2011 года. Он был также исполняющим обязанности президента «Персеполиса» с мая по октябрь 2001 года. В начале 2010-х Али Парвин был одним из членов совета директоров «Персеполиса». 22 января 2014 года после отставки Мохаммеда Руяняна с должности президента клуба этот пост временно занял Парвин.

## Личная жизнь
Парвин женился в 1976 году, имеет двух дочерей и одного сына. Его сын, Мохамад Парвин пошёл по стопам отца и также играл за «Персеполис». Али Парвин вместе со своей семьёй живёт в районе Лавасан, остан Тегеран.